# Trichomanes grande
Trichomanes grande là một loài thực vật có mạch trong họ Hymenophyllaceae. Loài này được Copel. miêu tả khoa học đầu tiên năm 1911.